# Arctornis heteroides
Arctornis heteroides är en fjärilsart som beskrevs av Collenette 1938. Arctornis heteroides ingår i släktet Arctornis och familjen tofsspinnare. Inga underarter finns listade i Catalogue of Life.